# Tsarafidynia
Tsarafidynia este un gen de insecte lepidoptere din familia Arctiidae.

Cladograma conform Catalogue of Life:
| Tsarafidynia | \| \| Tsarafidynia bicolor \| \| \| \| \| \| Tsarafidynia blanci \| \| \| \| \| \| Tsarafidynia perpusilla \| \| \| \| |
|              | \| \| Tsarafidynia bicolor \| \| \| \| \| \| Tsarafidynia blanci \| \| \| \| \| \| Tsarafidynia perpusilla \| \| \| \| |
|              | Tsarafidynia bicolor                                                                                                   |
|              | |
|              | Tsarafidynia blanci |
|              | |
|              | Tsarafidynia perpusilla                                                                                                |
|              | |